# Нью-Йорк Сіті (футбольний клуб)
«Нью-Йо́рк Сіті» (англ. New York City Football Club) — професіональний футбольний клуб з Нью-Йорка (США), що грає у Major League Soccer – вищому футбольному дивізіоні США і Канади.

## Історія
21 травня 2013 року клуб був оголошений двадцятою франшизою ліги MLS, вищої футбольної ліги США і Канади, де почне виступати у 2015 році. Футбольний клуб «Манчестер Сіті» з англійської прем'єр-ліги і американський бейсбольний клуб «Нью-Йорк Янкіз» стали інвесторами, які викупили права на франшизу за $100 мільйонів доларів.
«Нью-Йорк Сіті» став другим клубом MLS, розташованим в Нью-Йоркській агломерації після клубу «Нью-Йорк Ред Буллз».
22 травня 2013 року клуб призначив спортивним директором Клаудіо Рейну, колишнього капітана збірної США і півзахисника «Манчестер Сіті». 10 грудня 2013 року тренер «Реал Солт-Лейк» Джейсон Крайс прийняв пропозицію стати головним тренером «Нью-Йорка».
2 червня 2014 року в клуб перейшов нападаючий збірної Іспанії і «Атлетико Мадрид», Давід Вілья. Він став першим гравцем, який підписав контракт з «Нью-Йорк Сіті».
11 грудня 2021 року в серії пенальті клуб переміг «Портленд Тімберз» 4:2 (основний час 1:1) і вперше став чемпіоном ліги.

## Емблема і кольори
21 березня 2014 року клуб представив свою нову емблему. Округлий дизайн схожий на жетон нью-йоркського метрополітену, випущеного в 1953 році і який був в обігу протягом п'ятдесяти років. Кольори на емблемі — темно-синій, білий і помаранчевий — дублюють кольори офіційного прапору Нью-Йорка. П'ятикутники по краях логотипа символізують п'ять боро міста. На емблемі використовується шрифт Готем, популярний на вивісках в Нью-Йорку.

## Стадіон

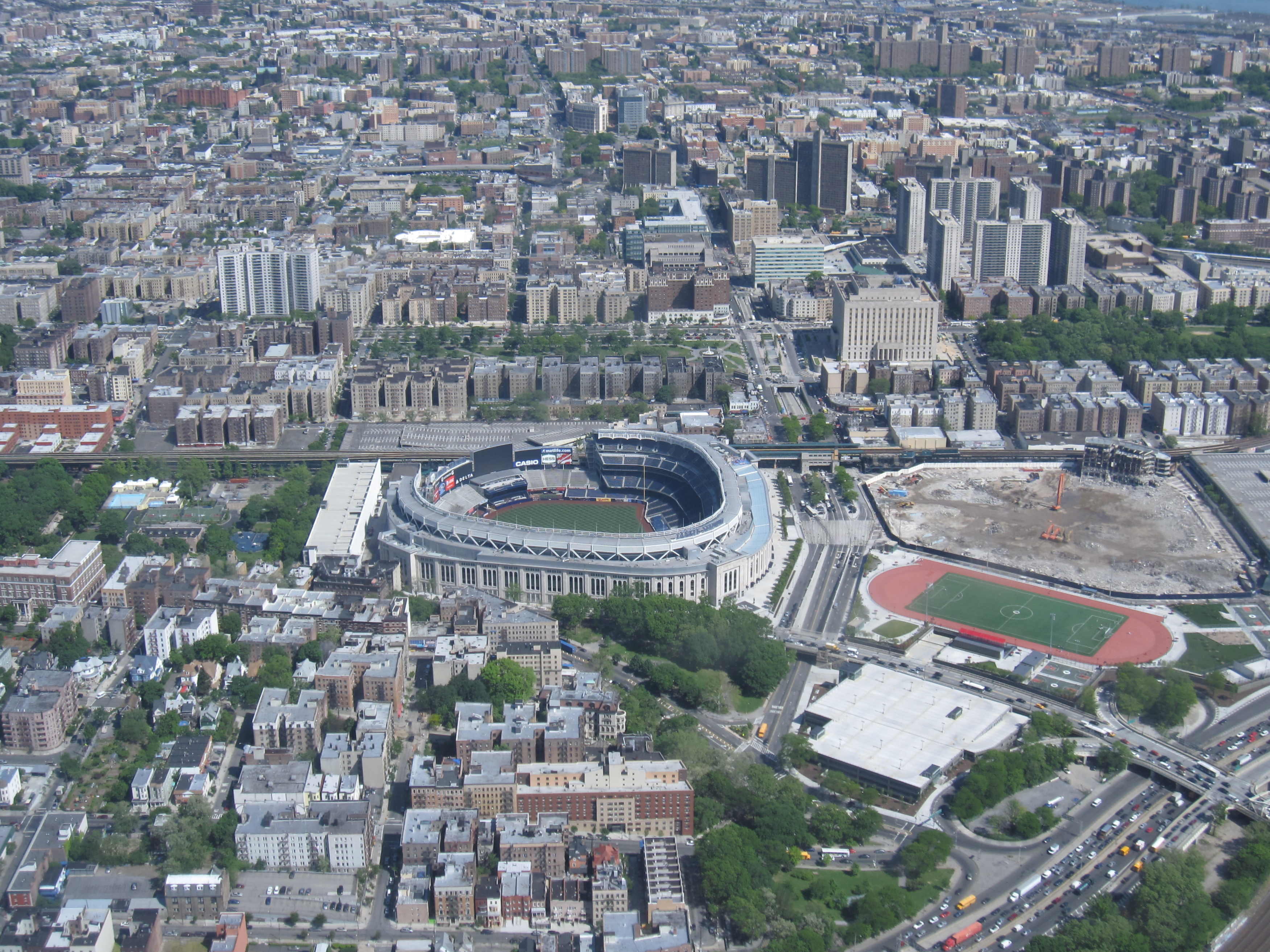
Околиці стадіону клубу «Нью-Йорк Янкіз» на якому тимчасово проводитиме матчі клуб «Нью-Йорк Сіті»

Власники клубу і представники ліги розглядали двадцять чотири різних земельних ділянок в місті і в травні 2013 року визначились з ділянкою на території парка «Флашинг Медоуз—Корона» в боро Квінз на південний схід від аеропорту Ла Гуардія, як з найоптимальнішим варіантом на побудову власного стадіону для клубу. Подальші переговори з місцевою адміністрацією і представниками громадськості про дозвіл на побудову на території парку не принесла успіху. Бейсбольний клуб «Нью-Йорк Метц», чий стадіон розташований неподалік, будучи суперником «Нью-Йорк Янкіз», також виразив несхвалення.
Наступним варіантом став погоджений з мером Блумбергом в грудні 2013 року план на побудову стадіону в боро Бронкс в околицях стадіону клубу «Янкіз». Попередня вартість будівництва 28-тисячного стадіону оцінюється в $350 мільйонів доларів, але якщо стадіон отримає дозвіл на будівництво, то відкриття відбудеться не раніше 2018 року. До цього часу припускається, що команда зможе виступати на домашньому стадіоні «Нью-Йорк Янкіз». Новообраний мер Нью-Йорка, Білл де Блазіо не схвалив угоду, так як вона включала податкові знижки, часткове фінансування державою і продаж землі.
21 квітня 2014 року клуб офіційно заявив, що перший сезон команда буде виступати на бейсбольному стадіоні «Янкі Стадіум». Ігрове поле бейсбольного стадіону буде перетворюватись на футбольне для кожного матчу клубу. Вмістимість стадіону для футбольних матчів буде знижена з поточної в 49 642 місць до 33 444 місць.

## Результати за сезонами
| Рік  | Регулярний сезон МЛС | Регулярний сезон МЛС | Регулярний сезон МЛС | Регулярний сезон МЛС | Регулярний сезон МЛС | Регулярний сезон МЛС | Регулярний сезон МЛС | Місце | Місце    | Плей-оф Кубка МЛС    | Відкритий Кубок | Ліга Чемпіонів | Найбільше голів | Найбільше голів | Найбільше голів |
| Рік  | І                    | В                    | П                    | Н                    | ГЗ                   | ГП                   | О                    | Конф. | Загальне | Плей-оф Кубка МЛС    | Відкритий Кубок | Ліга Чемпіонів | Гравець         | Голів           |                 |
| ---- | -------------------- | -------------------- | -------------------- | -------------------- | -------------------- | -------------------- | -------------------- | ----- | -------- | -------------------- | --------------- | -------------- | --------------- | --------------- | --------------- |
| 2015 | 34                   | 10                   | 17                   | 7                    | 49                   | 58                   | 37                   | 8     | 17       | н/к                  | 4 р.            | н/к            | Давід Вілья     | 18              |                 |
| 2016 | 34                   | 15                   | 9                    | 10                   | 62                   | 57                   | 54                   | 2     | 4        | Півфінал конференції | 4 р.            | н/к            | Давід Вілья     | 23              |                 |